# Modestus Haas
Modestus Haas, född 18 december 1963 i Triesen, är en liechtensteinsk före detta fotbollsspelare.
Han debuterade för Liechtensteins landslag 1982, mot Schweiz. Efter tolv års landslagsfrånvaro spelade han åter för Liechtenstein mot Irland 1994, i kvalet till EM 1996. Sexton år efter landslagsdebuten spelade Haas sin tredje och fjärde landskamp, detta i kvalet till EM 2000.
Haas medverkade också i en 0-6-förlust mot Österrike 1984. Denna match räknas dock inte som en officiell landskamp.